# Acción del lago Ilmen
El 10 de enero de 1942 la compañía de esquiadores de la División Azul al mando del capitán José Manuel Ordás Rodríguez, partiendo de la localidad de Spasspiskopez, cruza el lago para socorrer a la guarnición alemana de Vsvad en la desembocadura del río Lovat, el día 21 de enero, en la batalla conocida como «Acción del lago Ilmen».

## Ruptura del frente
El 7 de enero de 1942 las tropas soviéticas avanzan sobre el sector donde se encontraba la División Azul, destrozando antes, a su paso, la 290.ª División de Infantería alemana, apostada al sur del lago Ilmen. En la retirada, quedan cercados 543 hombres al mando del capitán Pröhl, que son restos de unidades que se habían dispersado durante la precipitada retirada. Frente a los alemanes está formado el cerco por el 140° Regimiento de infantería del 9.º Ejército soviético.

## Fuerzas sitiadas
En total 543 alemanes al mando del capitán Pröhl.
- Panzerjägerabteilung 290 (290° Grupo Cazacarros).
- Kradschützen-Bataillon 38 (38° Batallón de Fusileros motociclistas).
- Wach-Bataillon 615 (Batallón de Guardia).
- 6ª Compañía del 1º Regimiento de Transmisiones de la Luftwaffe.
- Unidades de la milicia local rusa colaboracionista.

## La marcha
La guarnición de Vsvad resiste y la Compañía de Esquiadores recibe la orden de socorrerlos.
El itinerario más corto para alcanzar Vsad es la línea recta, ya que por ser un lago helado no hay elevaciones, pero al encontrarse los esquiadores con seis barreras de hielo de difícil franqueo, el recorrido es mucho más largo, circunstancia que, unida a las extremadamente bajas temperaturas sufridas durante la travesía, produce un balance total de 102 bajas por congelación, 18 de ellas gravísimas, y la pérdida de más de 30 trineos una vez que se contacta con la guarnición alemana de Ustrika en la ribera sur del lago. Así, Ramón Farré Palaus, procedente de las Milicias de Barcelona y que formaba parte de la Compañía de Esquiadores en la 1ª Sección del teniente Vicente Castañer Enseñat, sufrió congelación en ambos pies.
Lo que al principio parecía una simple operación de rescate bien pronto se reveló como una empresa casi imposible de lograr. A los 206 hombres hubo que añadir 70 trineos tirados por caballos pequeños, llevando nueve fusiles ametralladores, radio, médico, víveres y municiones para tres días:

...Si en la orilla la temperatura había descendido a 40 grados, en el interior del lago se midieron con un termómetro finlandés 53 grados bajo cero. A esa temperatura se congela la grasa de los cerrojos de los fusiles y no se pueden utilizar. El agua se hace en el acto un bloque de hielo y para beber hay que calentarla previamente. El pan debe serrarse o cortarse con un hacha. La mayor parte de la comida se congela también con la gran dificultad de poder aprovecharla, pues encender fuego es extremadamente peligroso, ya que puede delatar la posición de las fuerzas españolas al enemigo. Y lo peor de todo, no se puede dormir. Dormir significa la muerte por congelación, incluso tumbarse un rato en un trineo puede suponer la pérdida de los pies o las piernas por congelación...

El 17 de enero reciben el apoyo de cuarenta soldados letones frente a los 3 000 tiradores siberianos. Al primer choque se partió la línea enemiga, tres horas después llega el contraataque con dos batallones rusos, con piezas antitanques y seis carros que envuelven la vanguardia española. Otros carros se lanzan contra el resto de la compañía. De los 36 esquiadores que cubren la zona de choque mueren 14. Los demás se abren paso entre la masa enemiga y llegan hasta la posición de apoyo. Al atardecer del día 17 Ordás consigue fijar su línea, que se mantiene intacta durante la jornada del 18.

## Desenlace

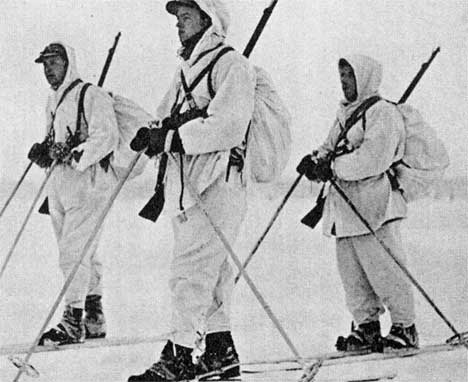
Esquiadores noruegos en el frente soviético.

Atacados por su retaguardia, los cercadores de Wswad se ven obligados a dividir sus fuerzas; unos continuarían el sitio, otros acudieron al fuego español, alarmados ante la facilidad con que los esquiadores avanzaban y ocupaban los pueblos situados en el sur del lago Ilmen. La acción española permite que los sitiados de Wswad puedan organizar una salida violenta, de modo que los esquiadores siberianos se encuentran, inesperadamente, entre dos fuegos.
Una información deficiente les llevó a pensar que los españoles contaban con efectivos de importancia numérica. Y en vista de ello cedieron terreno para reorganizarse. Ordás aprovechó aquella hora crítica, y en la madrugada del 21 atacó resueltamente y también los sitiados atacaban al mismo tiempo. Así, a siete kilómetros de las posiciones españolas de la víspera, se abrazaban los sitiados y la expedición de auxilio enviada.

...En la madrugada de hoy, restos de la compañía española y la guarnición alemana de Wswad se han abrazado a siete kilómetros de nuestras posiciones. Los deseos de V.E. se han cumplido totalmente...
Comunicación de Ordás al Cuartel General. 21 de enero, 9:45h

## La compañía
En la organización inicial, la División Azul no contaba con ninguna compañía de esquiadores, pero debido a las especiales condiciones climatológicas se precisaba una Unidad que pudiera desplazarse rápidamente, a pesar de la nieve y atender las urgencias bélicas que pudieran presentarse.
El 21 de noviembre de 1941, se formó oficialmente dicha Compañía, siendo elegido el teniente de Artillería José Otero de Arce, cuando este se encontraba en plena batalla de Possad.
En esta acción recibieron 32 Cruces de Hierro y Ordás su segunda Medalla Militar Individual, al igual que el teniente José Otero de Arce. De esta forma la Compañía de Esquiadores se convirtió en una de las unidades más condecorada del frente de Leningrado y la más condecorada de todas las fuerzas voluntarias extranjeras que lucharon encuadradas en la Wehrmacht.